# A unsprezecea poruncă
A unsprezecea poruncă este un film românesc din 1991 regizat de Mircea Daneliuc. În rolurile principale joacă actorii Constantin Dinulescu și Valentin Uritescu. Scenariul, scris de Mircea Daneliuc, se inspiră din romanul Patimile după Pitești (1981) de Paul Goma.

## Rezumat
Povestea filmului are loc la sfârșitul celui de-al Doilea Război Mondial când cei care semănau cu liderii naziști erau arestați și închiși în lagăre. După un an de suferințe, o parte din ei evadează și organizează o mică colonie într-o pădure, care va deveni cu timpul o adevărată tiranie.

## Distribuție
- Constantin Dinulescu — Heinrich („Heinz”) Braun, sosia lui Himmler, dictatorul
- Valentin Uritescu — Karl Linzer, fost deținut într-un lagăr nazist, sosia lui Bormann, colaboraționistul
- Cecilia Bârbora — Ida, sosia Evei Braun (menționată Cecilia Bărbora)
- Ildiko Zamfirescu — Barbara, gardiana americană (menționată Ildiko Jarcsek Zamfirescu)
- Mircea Andreescu — Klaus, sosia lui Eichmann, dictatorul vremelnic
- Bujor Măcrin — Sebastian, sosia lui Hitler (menționat Bujor Macrin)
- Viorica Geantă Chelbea — Agnieszka Gutz, sosia Evei Braun (menționată Viorica Geantă)
- Costel Constantin — Vaclav, sosia lui Hitler
- Dumitru Palade — Martin Wiet, sosia lui Hitler
- Iulia Boroș — Helga Hermann, sosia Evei Braun
- Mircea Daneliuc — ofițer american, comandatul lagărului aliat
- Dragos Pîslaru — Otto
- Virgil Flonda — Viktor Krantz, sosia lui Eichmann
- Corneliu Jipa
- Constantin Cotimanis — Daniel Schmuda, sosia lui Hitler
- Alfred Demetriu — Bernd Hertzfelde, proprietarul unui magazin de mercerie din Berlin, sosia lui Hitler
- Mihai Boghiță — Leonard, sosia lui Hitler
- Constantin Drăgănescu — ofițer american, anchetatorul suspecților
- Geta Potcoavă — Liza Fiedman, sosia Evei Braun
- Cicerone Ionescu
- Constantin Dinescu
- Nicolae Ivănescu
- Constantin Rădoacă

## Primire
Filmul a fost vizionat de 43.143 de spectatori în cinematografele din România, după cum atestă o situație a numărului de spectatori înregistrat de filmele românești de la data premierei și până la data de 31 decembrie 2014 alcătuită de Centrul Național al Cinematografiei.